# Piazza dei Miracoli
La Piazza dei Miracoli (« place des Miracles »), ou place de la cathédrale de Pise, est le centre religieux (Piazza del Duomo) et le lieu artistique et touristique le plus important de Pise. Inscrite au patrimoine mondial de l’UNESCO depuis 1987, on peut y admirer les monuments qui forment le centre de la vie religieuse de la ville, en particulier la célèbre tour de Pise.
Le terme Piazza dei Miracoli est souvent confondu avec le Campo dei Miracoli, un champ imaginaire des aventures de Pinocchio dans lequel la marionnette va semer ses quatre pièces d’or avec le Renard et le Chat.

## Histoire
Le lieu où est bâtie la place était déjà utilisé par les Étrusques, puis pendant le règne de la Rome antique. Un lieu de culte honorant Sainte Réparate y avait été érigé.
Pendant la période longobarde, le site est utilisé comme cimetière.
Le premier édifice de la Piazza dei Miracoli, la cathédrale Santa Maria Maggiore, est édifié en 1063. Sous l'influence des Médicis, le site adopte un style florentin. À la fin du XIXe siècle, Alessandro della Gherardesca ordonne la démolition des constructions opérées sous l'ère Médicis pour libérer la place autour de la cathédrale.
En 1910, Gabriele D'Annunzio utilise l’expression dans son roman Forse che sì, forse che no : « L’Ardea roteò nel cielo di Cristo, sul prato dei Miracoli » (« L'Ardea tournoie dans le ciel du Christ, au-dessus du pré des Miracles »). Selon lui, ces monuments sont des miracles en raison de leur beauté et de leur originalité : le baptistère, le cimetière, la cathédrale et son campanile, la tour de Pise. Le lieu tirerait son nom de cet ouvrage.
La place , par la suite recouverte d’une vaste pelouse au cours du XXe siècle, est entièrement piétonne. Elle est délimitée sur ses côtés nord et ouest par un mur. L’entretien de la place, ainsi que celui des monuments, a été confié à l’Opera della primaziale pisana.

## Les monuments
L'ensemble des monuments représentent une allégorie de la vie humaine: le baptistère représente la naissance, la cathédrale la vie, le cimetière la mort. La Tour de Pise serait une allégorie de la lutte contre les forces diaboliques.

### La tour

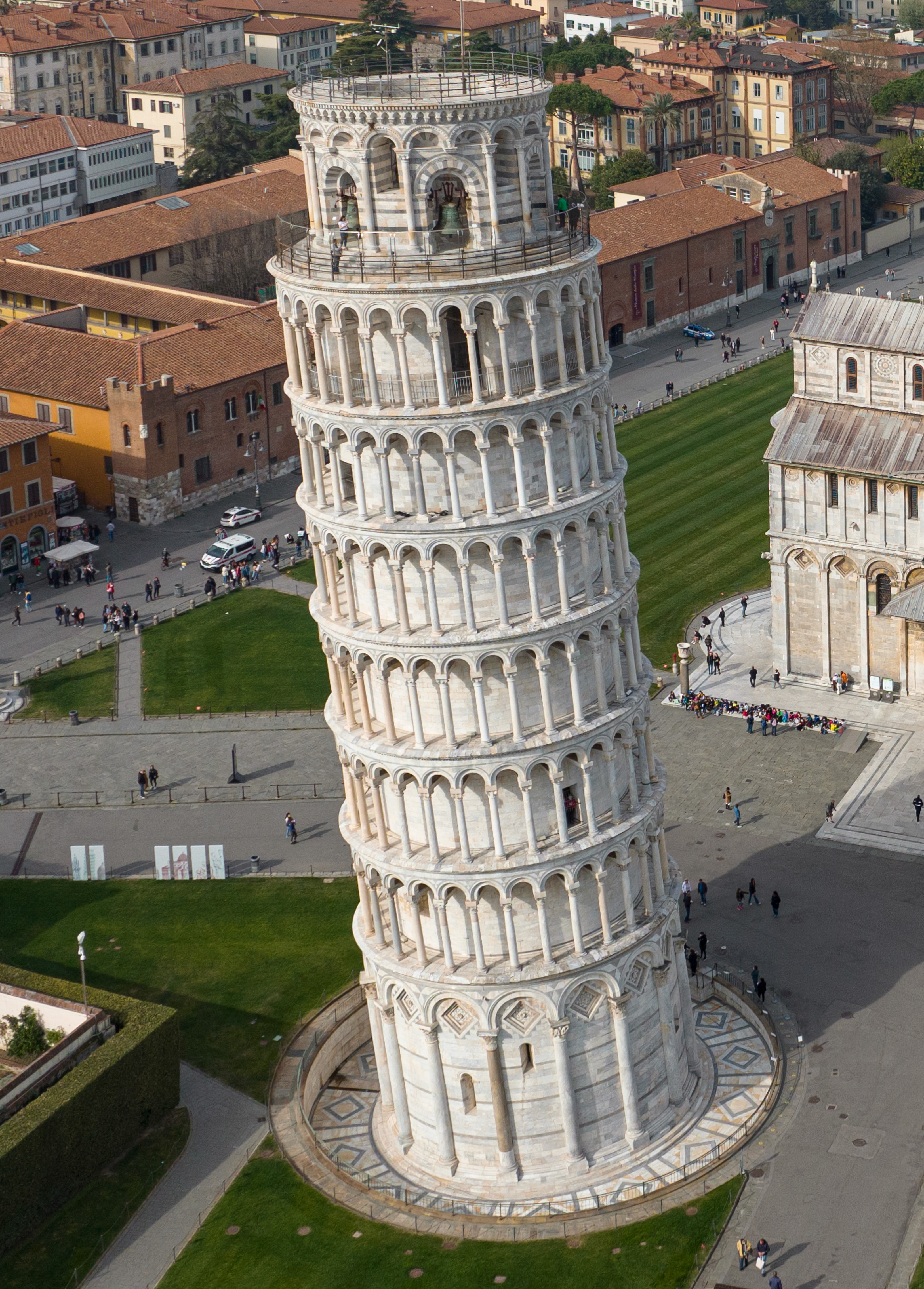
La Torre pendente, tour penchée et campanile.
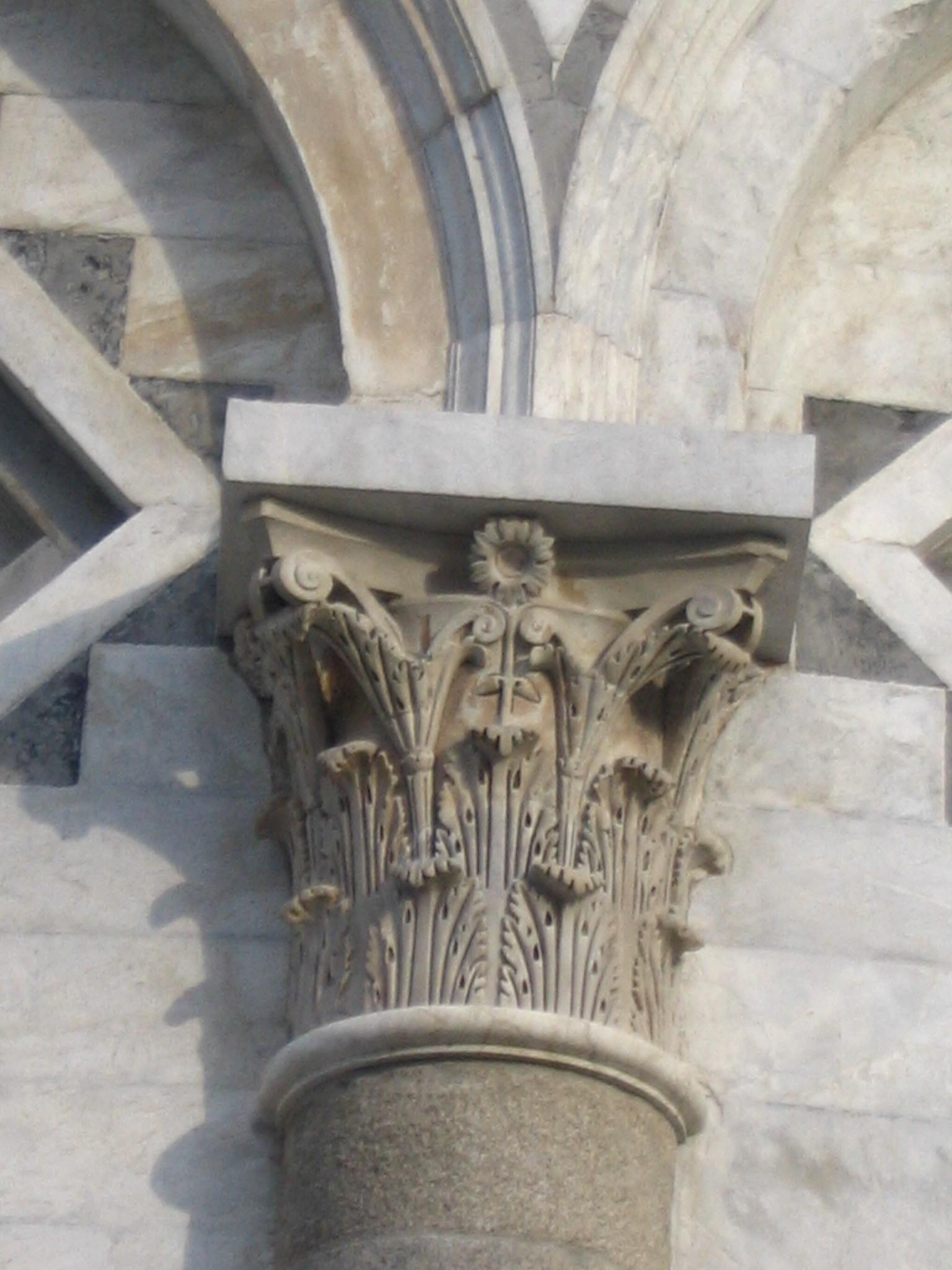
Chapiteau de la tour.
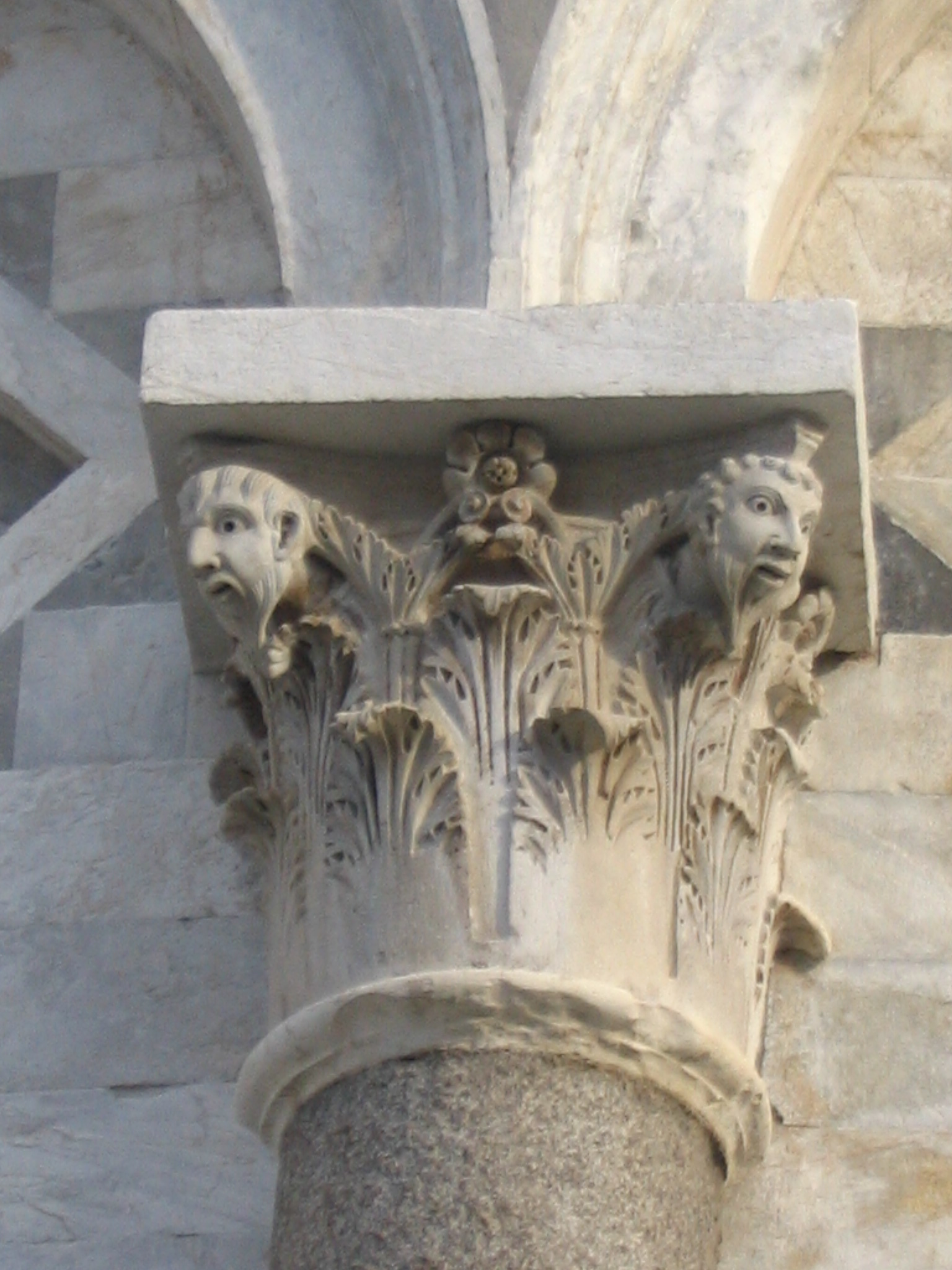
Chapiteau de la tour.
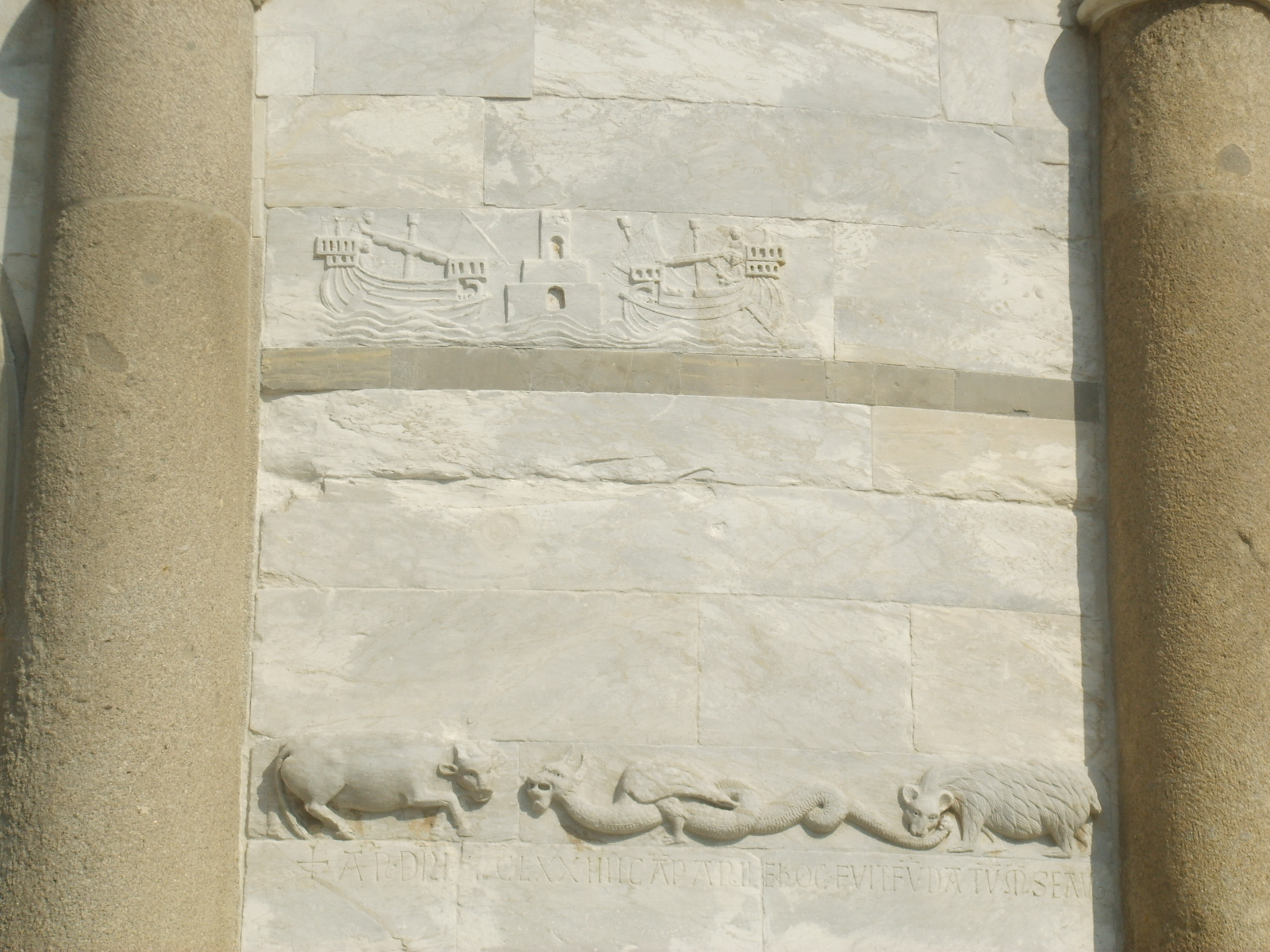
Pierres sculptées.

### La cathédrale (il Duomo)

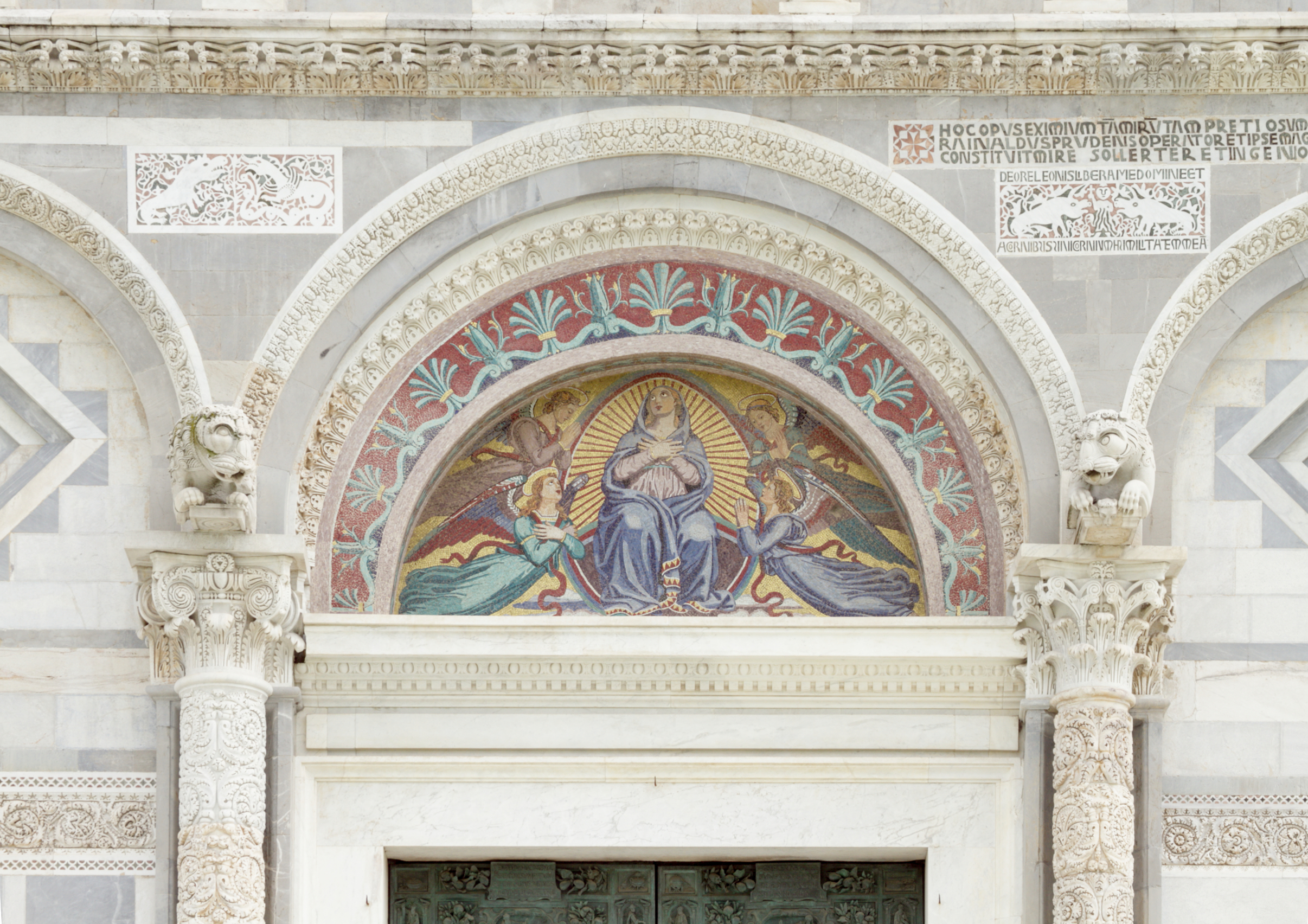
Tympan de la porte centrale.
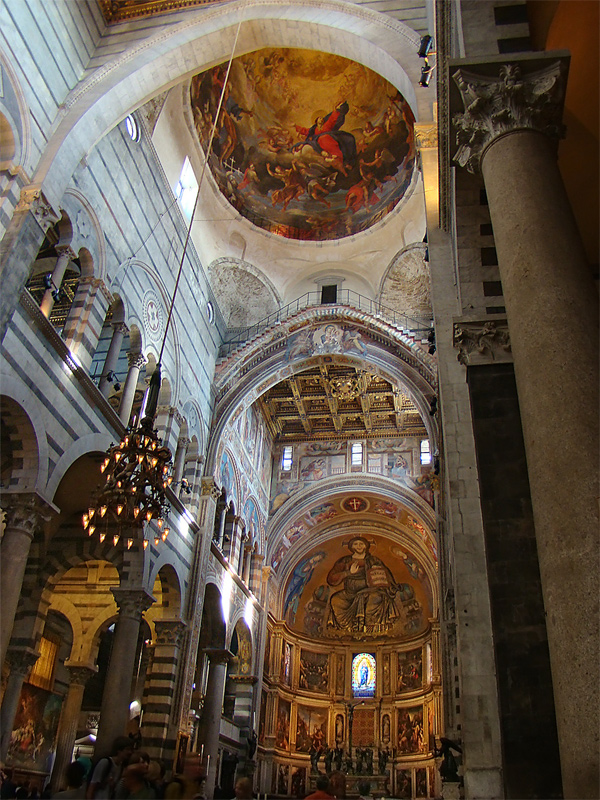
Abside avec sa mosaïque.
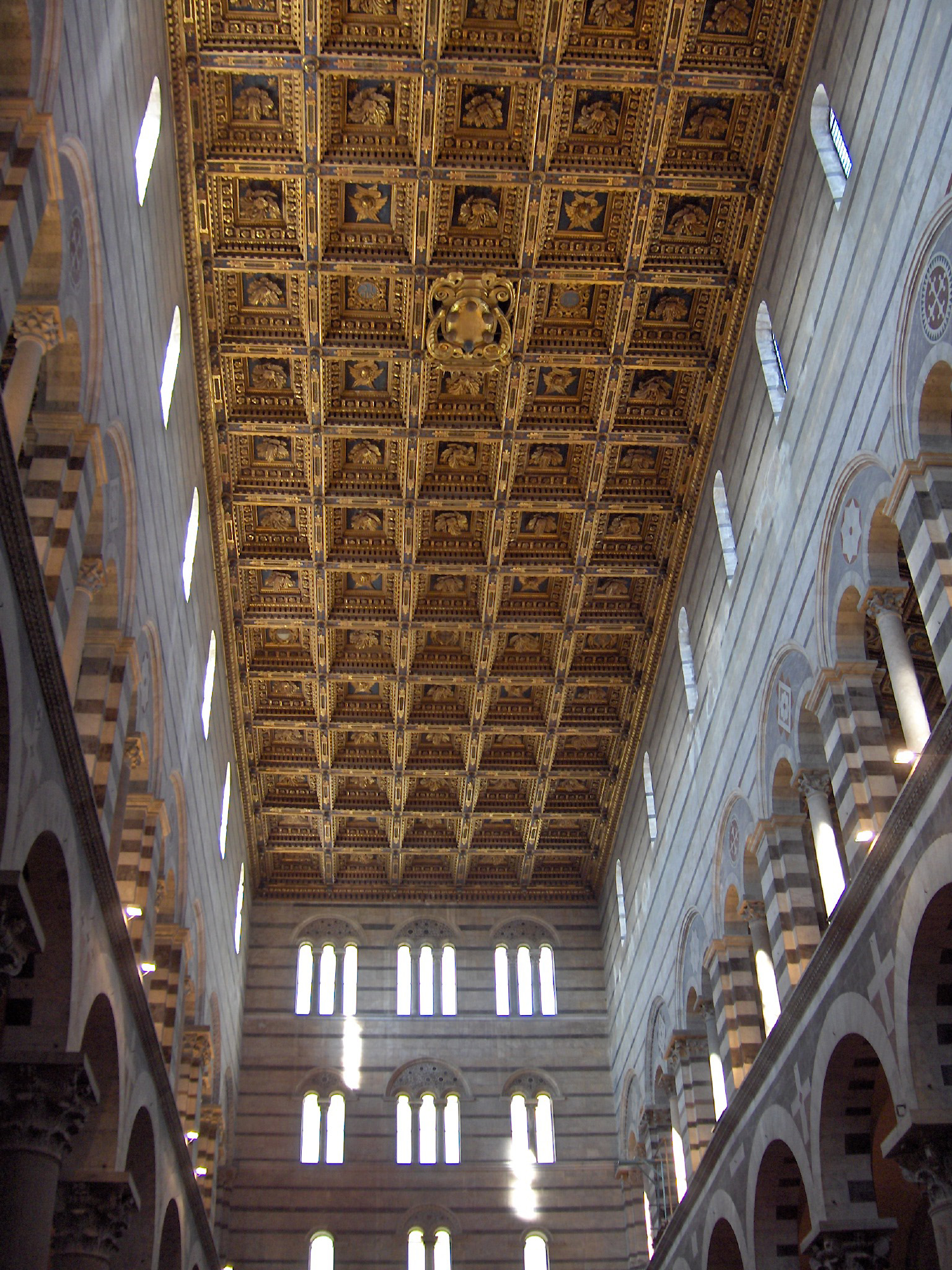
Plafond à caissons.
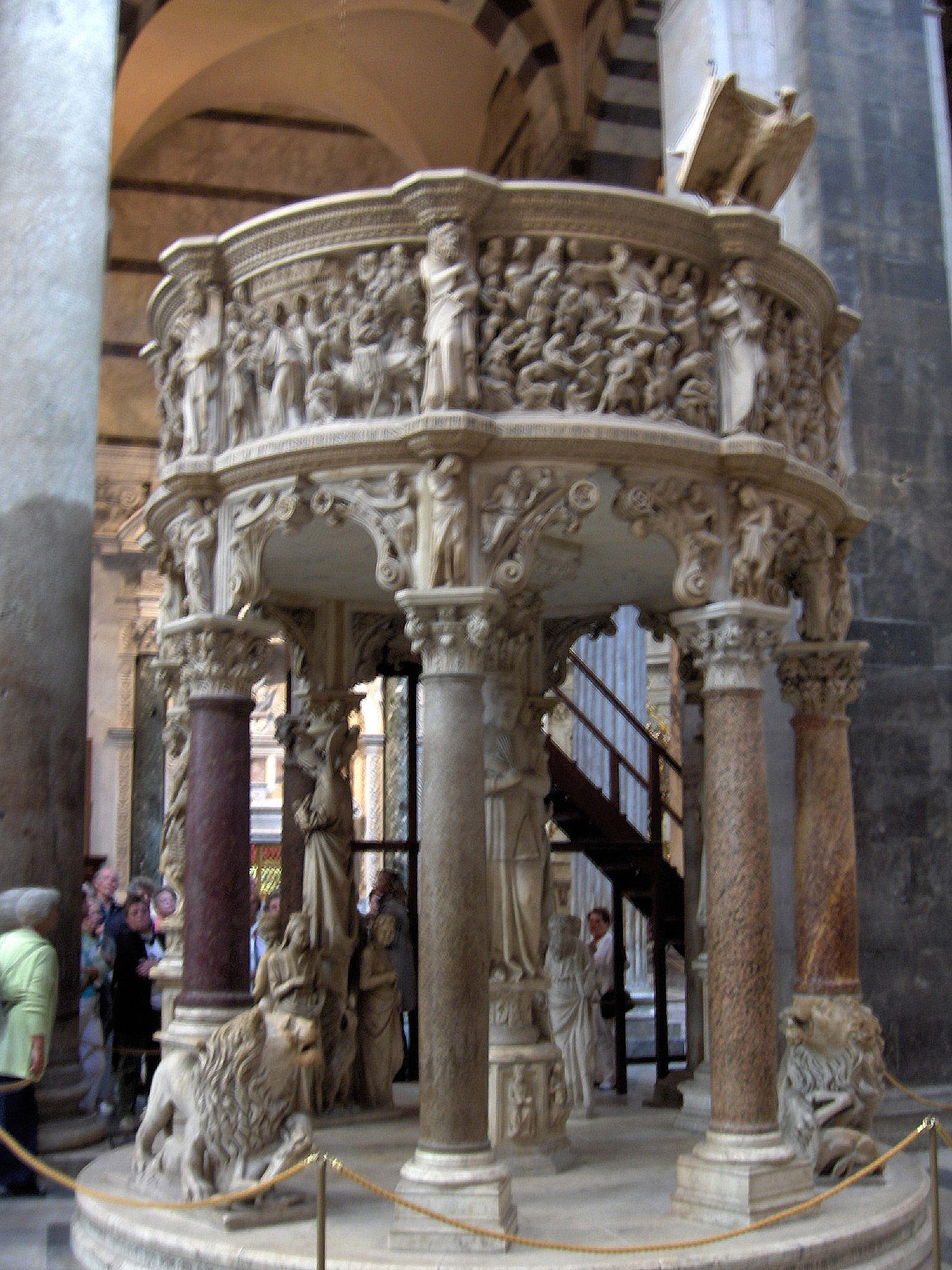
Chaire.

### Le baptistère
La construction du baptistère démarre en 1153.

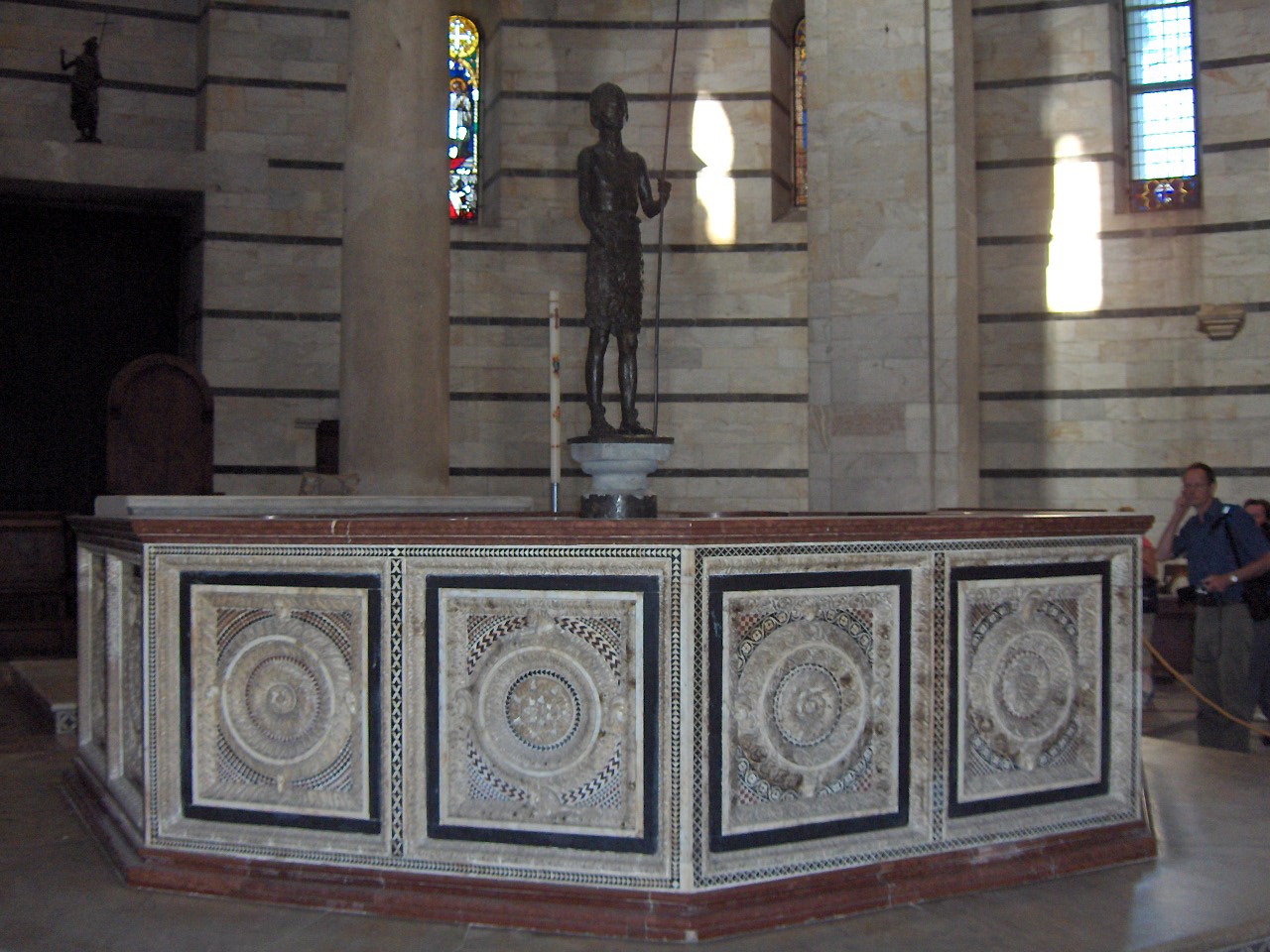
Fonts baptismaux de Guido Bigarelli da Como.
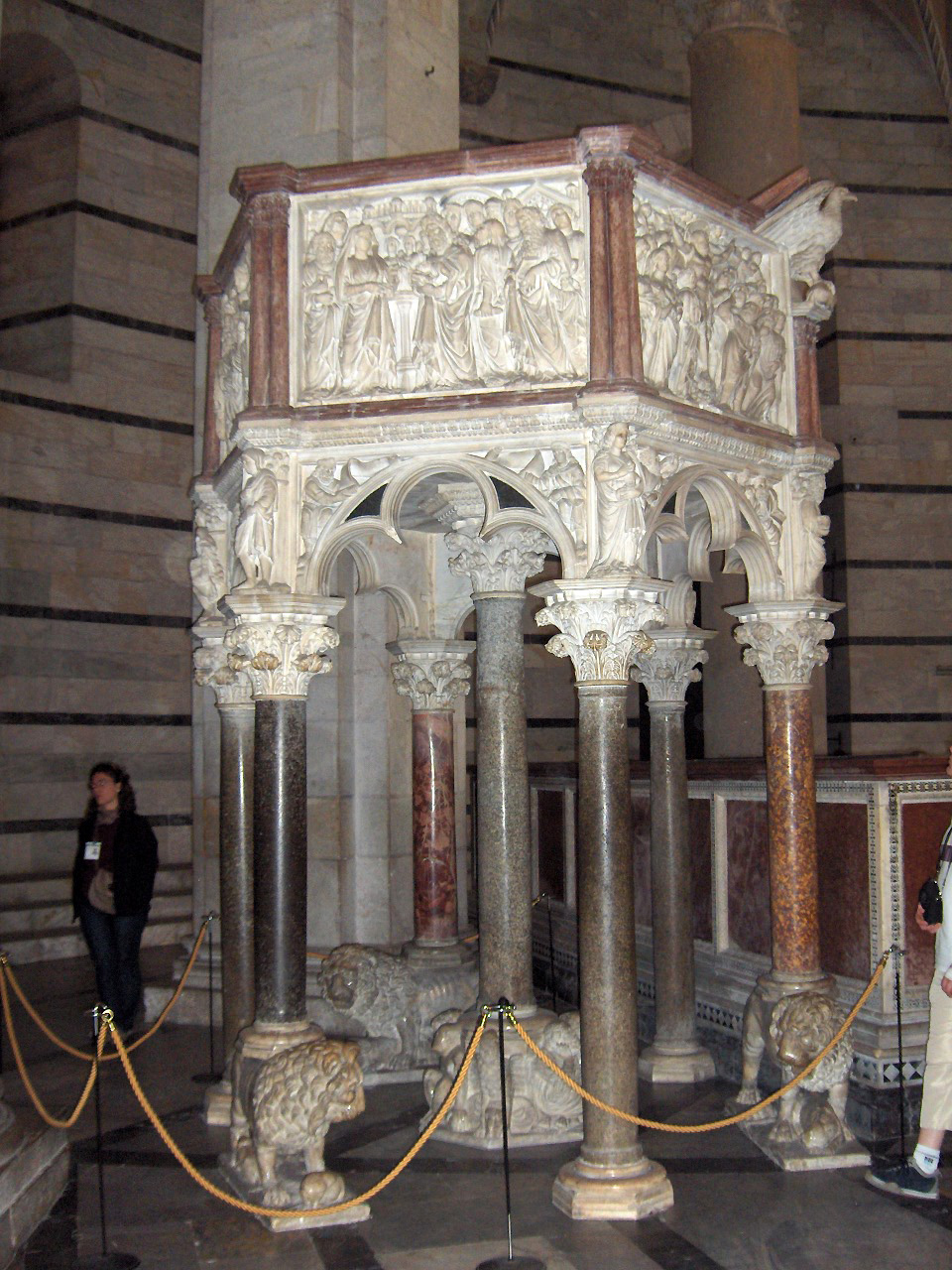
Chaire de Nicola Pisano.
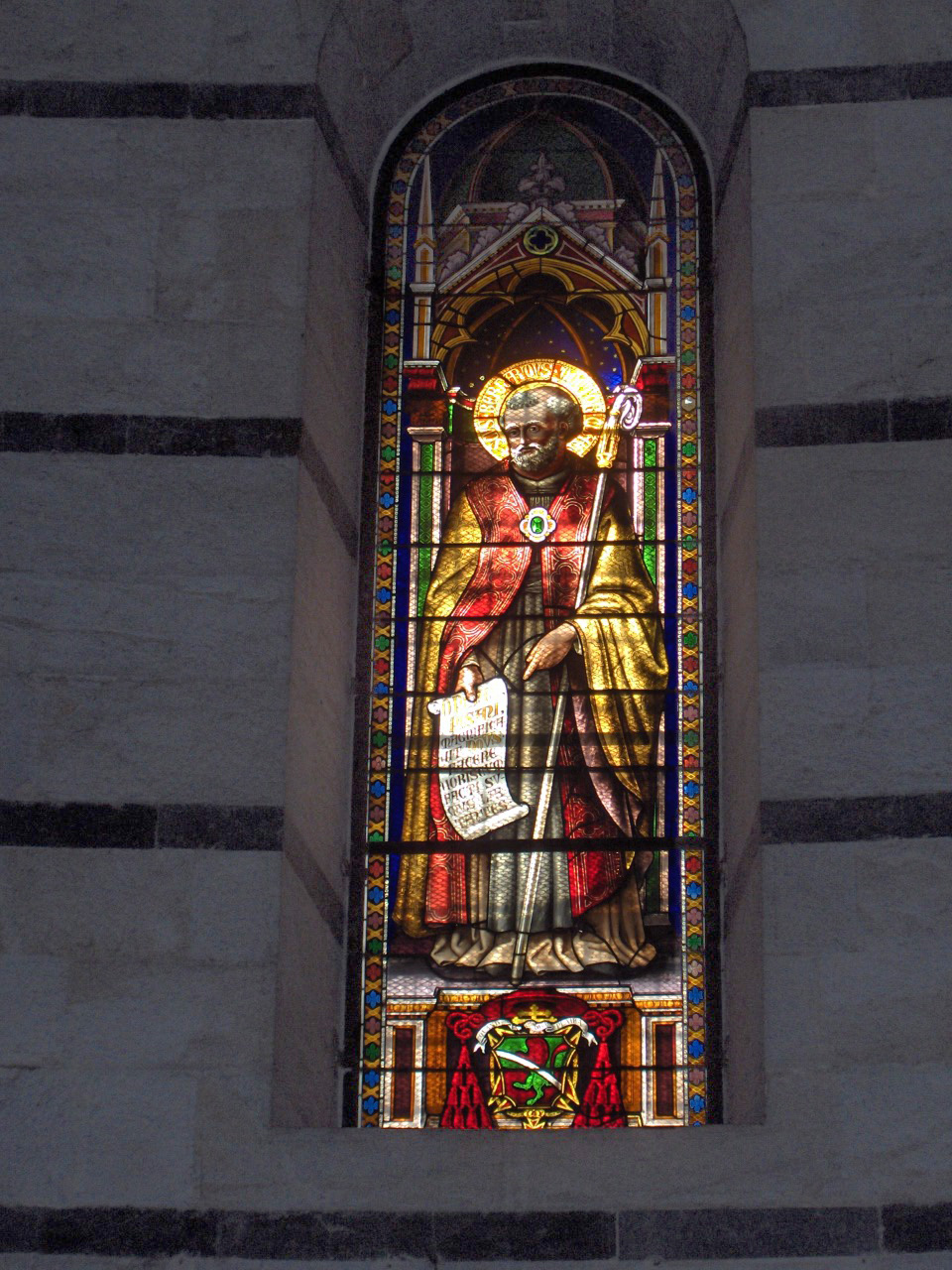
Vitrail.
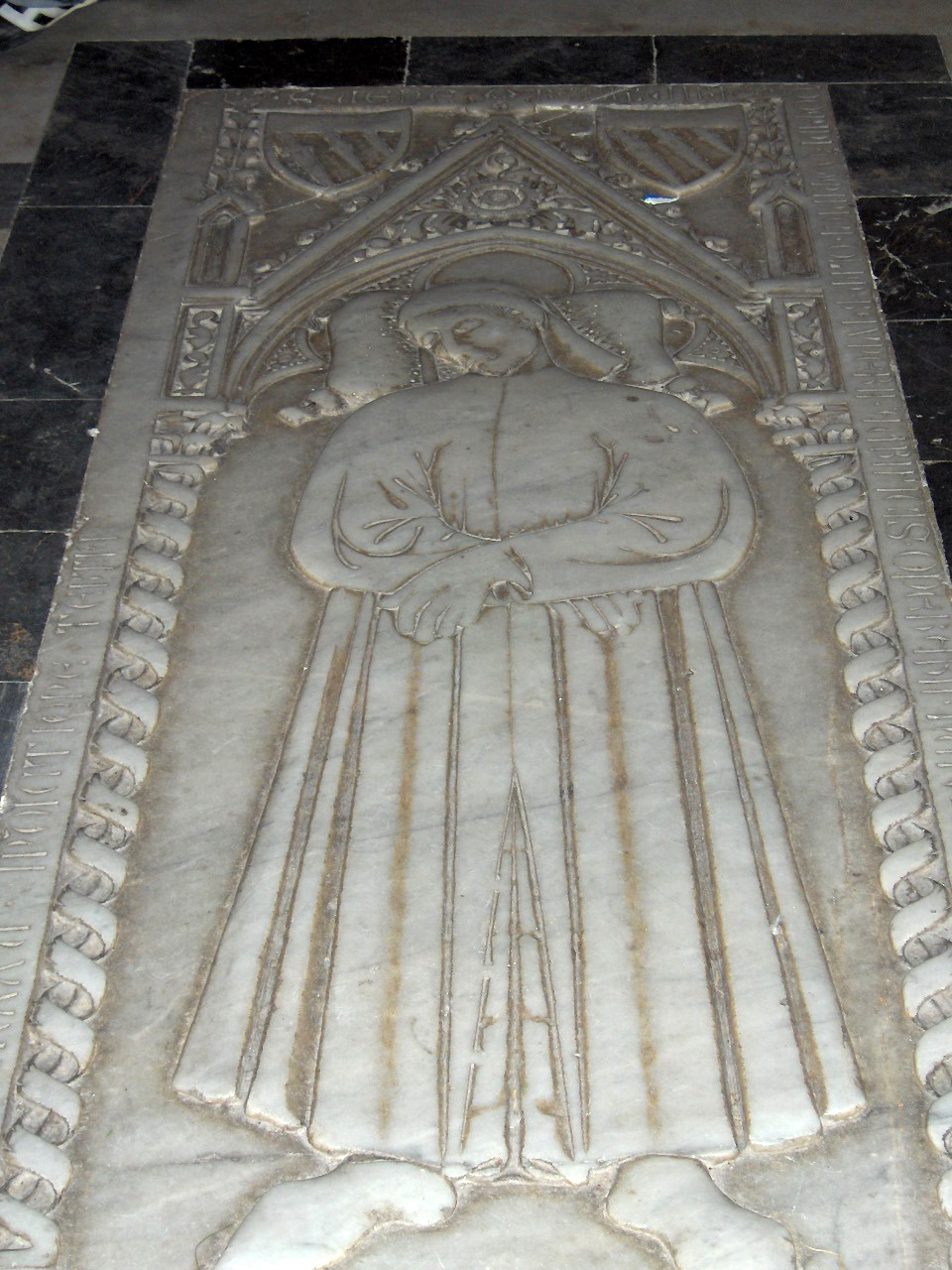
Tombe.

### Le cimetière monumental

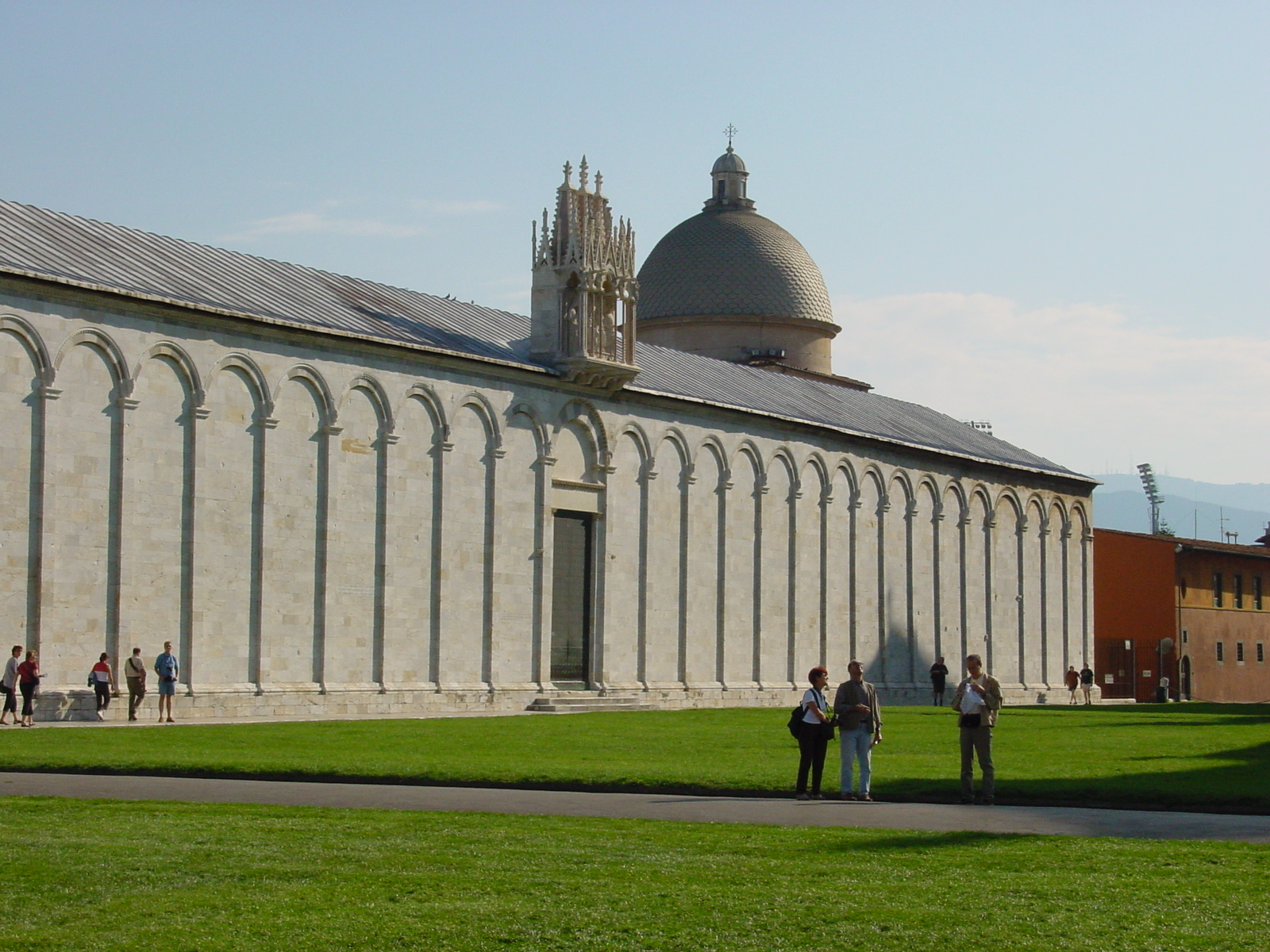
Le Camposanto, façade extérieure.

Le Camposanto est le cimetière monumental complètement ceint de murs qui se trouve à la limite nord de la place. Selon une légende typique à celle concernant les édifices similaires en Europe, on dit que le cimetière s’est développé autour d’une couche de terre ramenée par bateau de Terre sainte au cours de la deuxième croisade par l’archevêque Ubaldo de’ Lanfranchi.
Le plan originel réalisé par Giovanni di Simone en 1278, est celui d’un cloître allongé mêlant le style roman avec des ajouts de décors de style gothique. Il ne fut achevé qu’en 1464 en raison de la crise provoquée par la défaite pisane lors de la bataille de la Meloria en 1284. Le mur extérieur est composé de 43 arches aveugles et de deux portes.
Les murs étaient autrefois recouverts de fresques qui ont été réalisées entre 1360 et le XVIIe siècle :
- Les Histoires de l’Ancien Testament se trouvaient sur la galerie nord. Cette fresque avait été réalisée par Benozzo Gozzoli au XVe siècle.
- Le mur sud était couvert par les Histoires de la Genèse réalisée à la fin du XVe siècle par Piero di Puccio.
- La fresque la plus intéressante est le très réaliste Triomphe de la Mort, une œuvre de Buonamico Buffalmacco, qui a longtemps été attribuée à un maître anonyme, conventionnellement  dit « maître du Triomphe de la Mort ».

Le 27 juillet 1944, des bombes incendiaires lancées par les Alliés incendient le toit de l’édifice et endommagent très gravement les fresques. Depuis 1945, des travaux de restauration sont toujours en cours et les sinopie détachées ont été transférées au musée, en face, sur la même place.

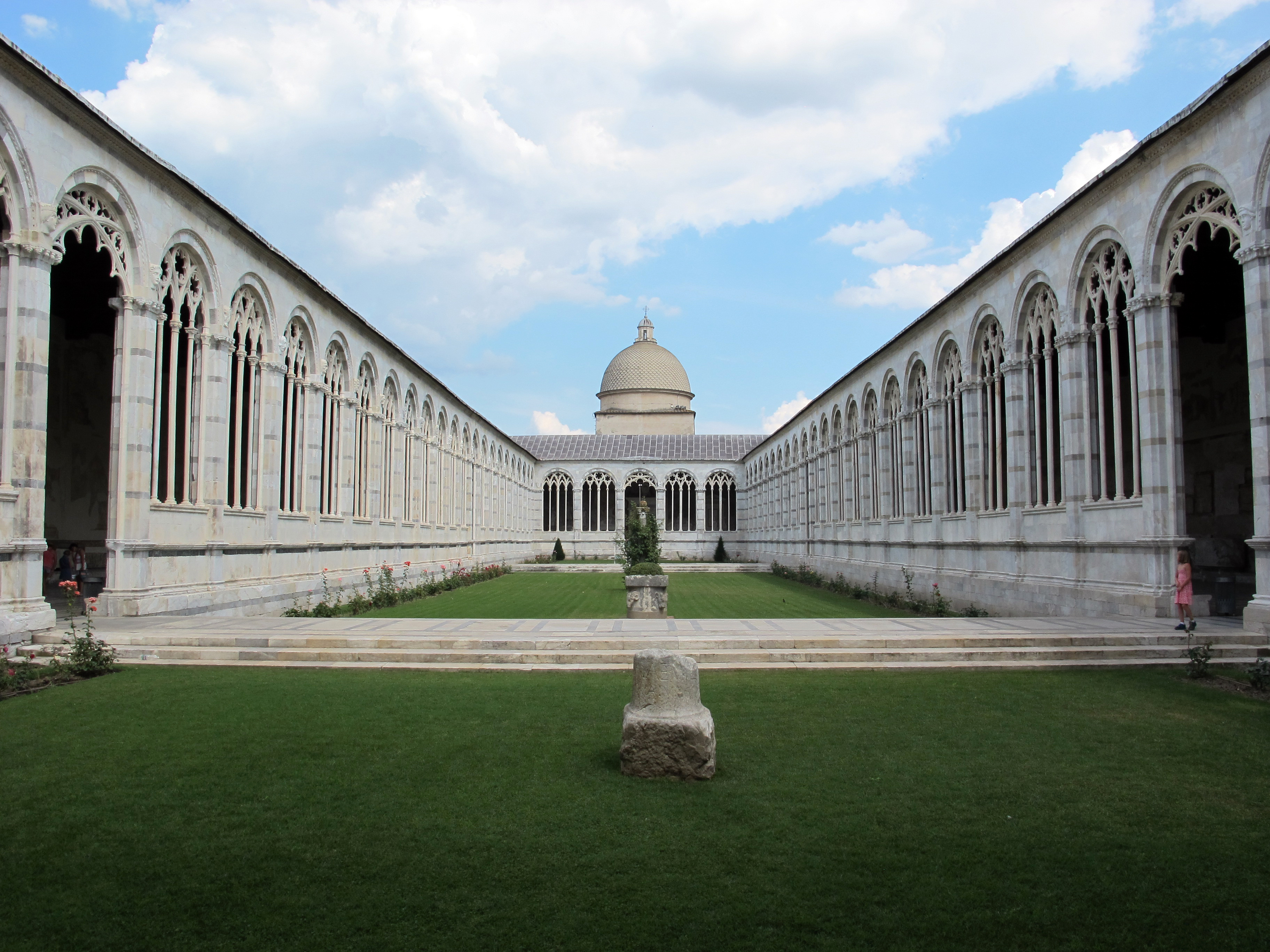
Intérieur du Composanto, vers le dôme.
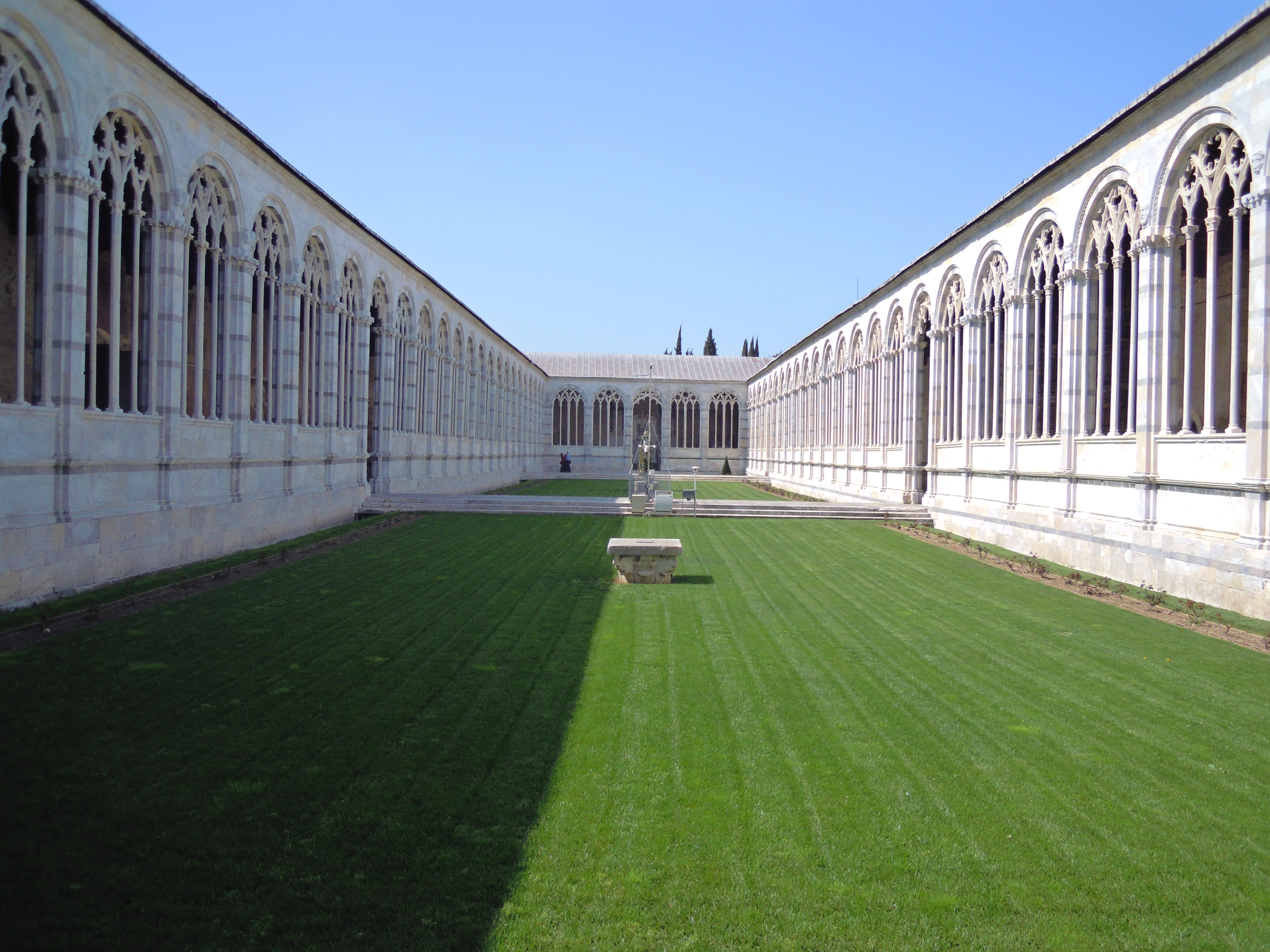
Intérieur du Composanto, vue dans l'autre sens.
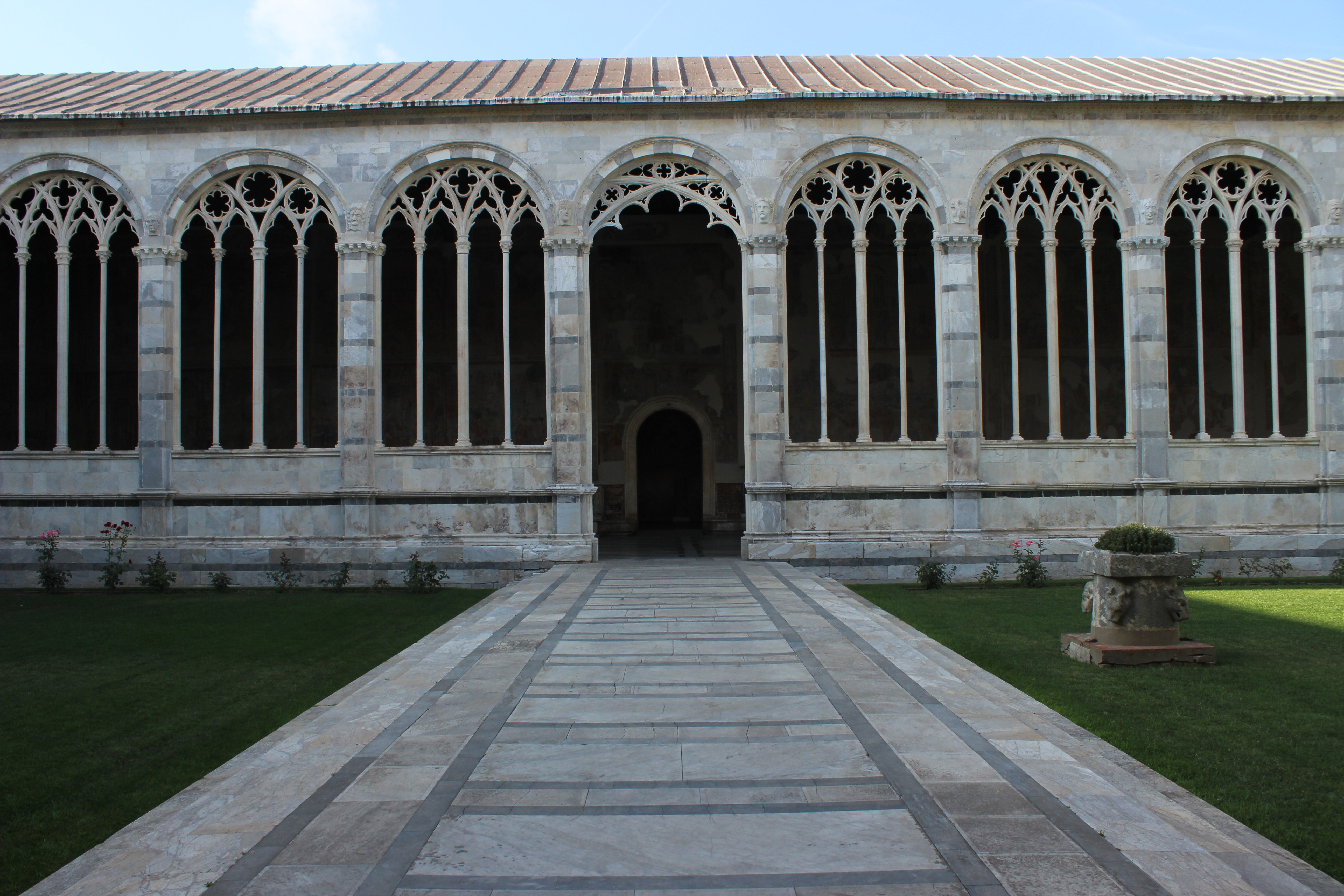
Intérieur du Composanto, les arcades sont romanes avec ajouts de remplages gothique.
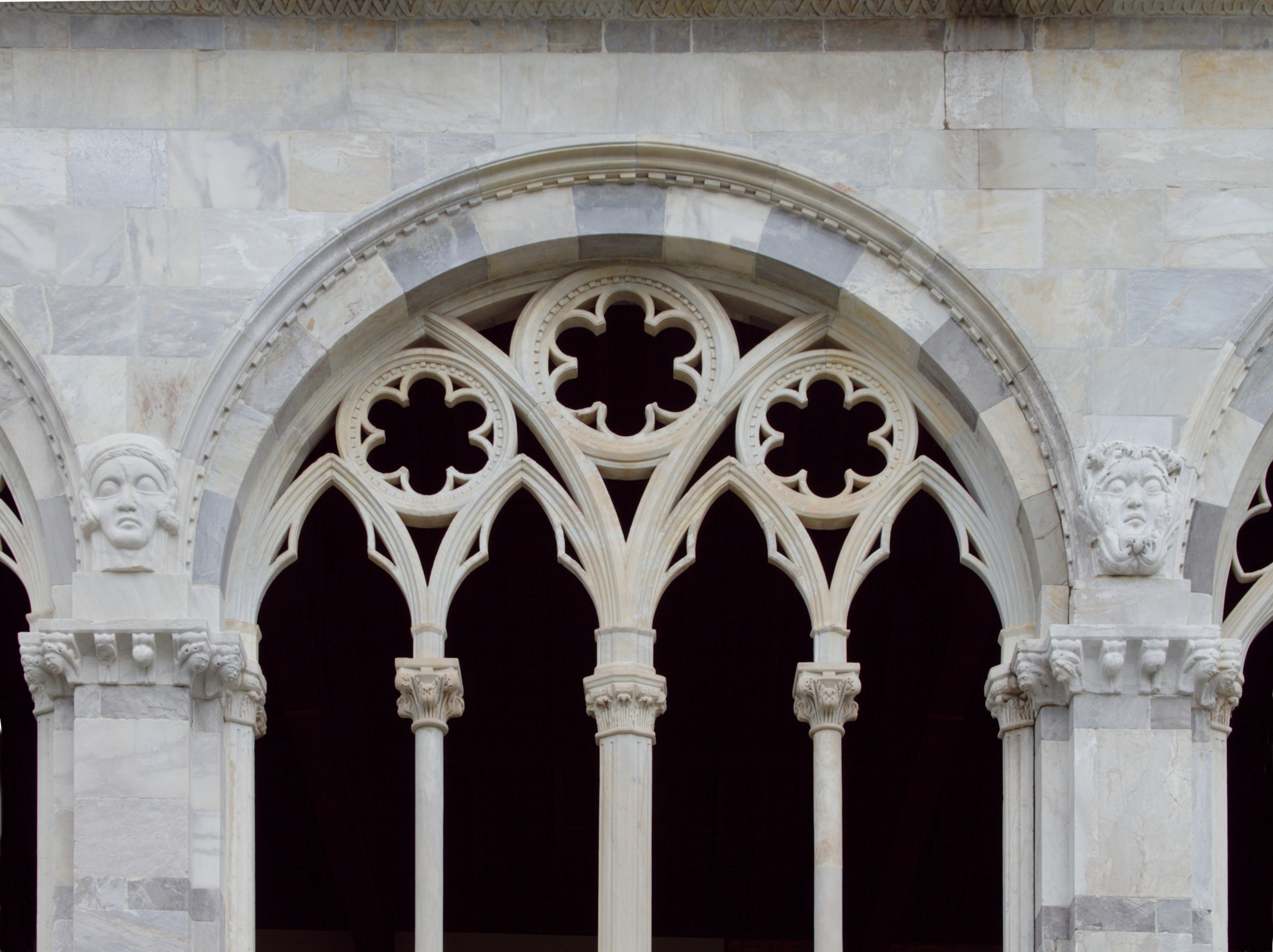
Une arcade du cloître, romane avec ajouts de remplages gothiques.
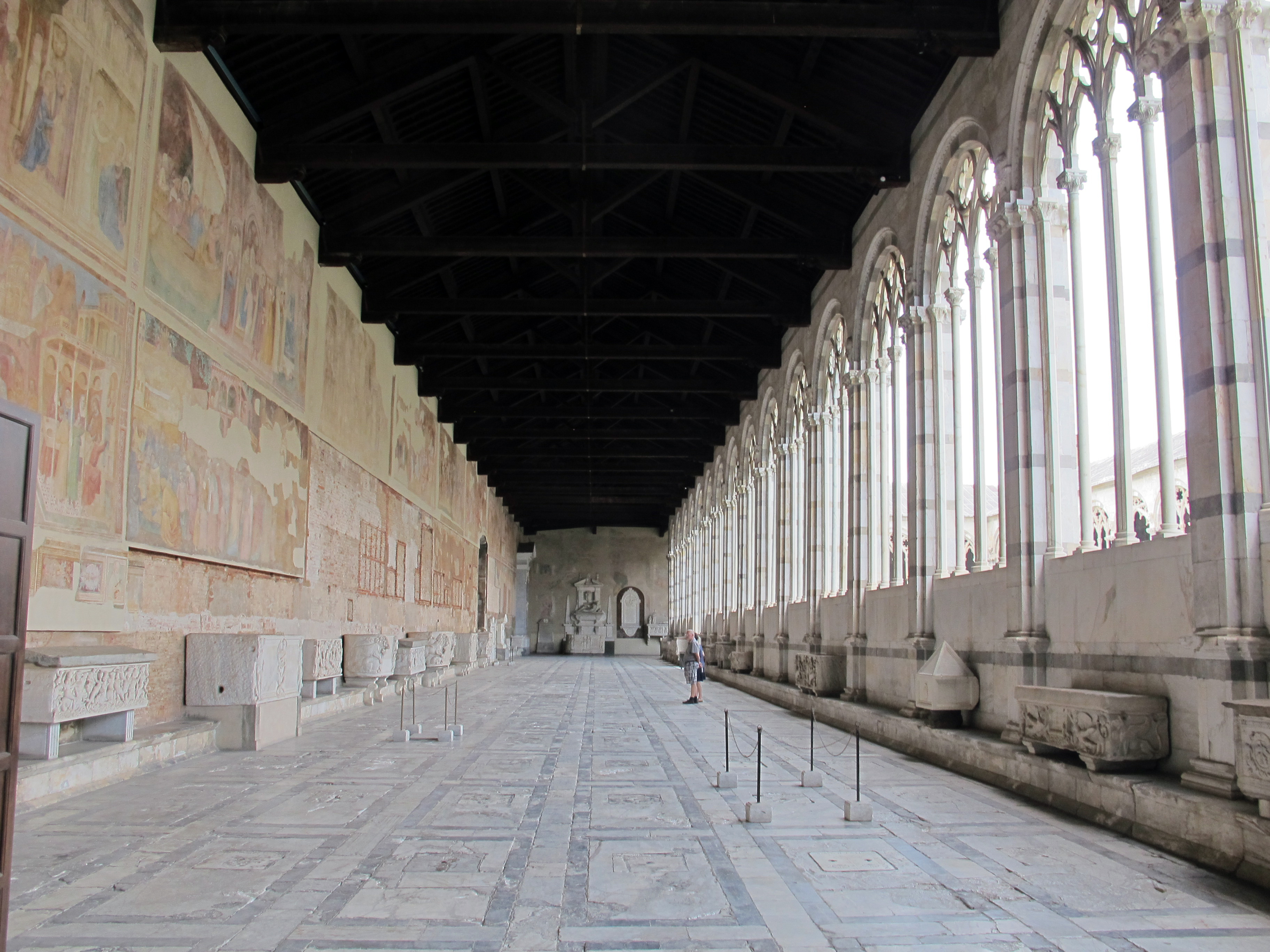
Une galerie le cloître.

### Autres édifices
- La piazza dei Miracoli est fermée au nord et à l’ouest par des murs médiévaux.
- Le côté sud est occupé par la longue structure du Spedale della Misericordia, qui accueille notamment le musée des sinopies.
- À côté de la tour, se trouve le musée de l’Œuvre du Duomo, le Museo dell’Opera del Duomo.